# Iayze
Джейс Лавоер Солтер (англ. Jace Lavoer Salter, нар. 10 січня 2003, Форт-Верт, Техас, США), більш відомий як iayze та Jace! — американський репер. Найбільш відомий завдяки своїй пісні 556 (Green Tip), яка завірусилась у TikTok. Підписаний на лейбли Geffen/Interscope.

## Кар'єра

### 2016: Початок
Солтер почав записувати музику у віці 13 років, але стверджує, що почав ставитися до цього серйозно лише з народженням доньки.

### 2021-2023: Визнання
У 2021 році Солтер випустив кілька мікстейпів і лонгплеїв, а популярності набув після того, як його пісня C'mere завірусилась у TikTok та на YouTube. У січні 2022 року він з'явився на мікстейпі SoundCloud Daze покійного репера PnB Rock, а наступного місяця випустив трек 556 (Green Tip). Пісня також стала вірусною у ТікТоці, а над її інструменталом в інтернеті багато жартували.

## Дискографія

### Студійні альбоми
- 2022 — Virtuos
- 2023 — Monarch 2
- 2023 — Reverence

### Мікстейпи
- 2022 — Demons 2